# 西久光
西 久光（にし ひさみつ、1886年（明治19年）6月9日 - 1970年（昭和45年）7月3日）は、大正から昭和時代の日本の物理学者。

## 経歴・人物
西豊吉郎の三男として石川県に生まれる。1910年（明治43年）東京帝国大学理科大学（現・東京大学理学部）実験物理学科卒業。
1914年（大正3年）第五高等学校（現・熊本大学の前身）教授、1919年（大正8年）九州帝国大学助教授、同年から1922年（大正11年）まで欧米留学を経て、同大工学部教授となった。1933年（昭和8年）理学博士。1939年（昭和14年）同大理学部教授、翌年理学部長を経て、1946年（昭和21年）定年退官、名誉教授となる。ほか、1949年（昭和24年）新設の佐賀大学長、のち名誉教授。著書に「ラマン効果」、「結晶水の赤外部吸収」など。